# Папська семінарія
Папська семінарія (папський алюмнат, папський коледж) — науково-освітній заклад, що готує кандидатів до священства та місіонерської діяльності.

## Назва
Алюмнати (Alumnaty — від латинського слова alumnare — годувати, виховувати, alumnus — вихователь) — заклади (у Польщі), де студенти, випускники, отримували коштом єпископів, з церковних фондів чи приватних заповітів — харчування, житло та освіту. Спочатку єпископи були зобов'язані утримувати і виховувати молодь, яка готувалася до священства, з десятини катедрального собору.

## Історія
Папа Григорій XIII ініціював створення шкіл такого типу з метою протистояння протестантизму та повернення вже протестантських країн до католицизму, а також для об'єднання деяких Православних Церков з Католицькою Церквою.
Перші папські семінарії були засновані в Римі: готували місіонерів для Німеччини (Collegium Germanicum, 1573 р.), Угорщини (Collegium Hungaricum, 1579 р.), Англії (1579 р.), греків (1583 р.), вірменів (1584 р.) і маронітів (1584). Необхідність заснування семінарій ближче до місійних територій була вирішальною для розміщення їх також поза Римом. В Австрії папські семінарії були засновані в Граці (1573 р.) та Відні (1574 р.), у Франції в Дуе (1575 р.), у Празі (1575 р.) для країн Корони Св. Вацлава (Богемія, Моравія, Сілезія), у Діллінгені (1585 р.) для Німеччини та у Клужі (1585 р.) для Трансільванії. Для виховання місіонерів для скандинавських і балтійських країн у 1578 р. були засновані папські семінарії в Оломоуці та Бранево (перші в Польщі), а в 1582 р. — у Вільнюсі.
Папські семінарії фінансувалися, а потім, повністю або частково, утримувалися Папою. Семінаріями, заснованими в Європі в XVI столітті, керували єзуїти (до їх розпуску), пізніше вони були передані іншим орденам або розпущені. Програма навчання зазвичай тривала 4-5 років і охоплювала досить широкий спектр гуманітарних наук, філософії та теології. Кількість учнів залежала від заможності фундації; так, наприклад, у Браневі — 25, у Вільнюсі — 20, у Краславі — 8, у Свержні — 13.
Після закінчення університету студенти складали присягу, яка зобов'язувала їх бути вірними та слухняними Святому Престолу в сфері праці та душпастирських функцій на теренах, визначених Конгрегацією поширення віри; водночас вони зобов'язувалися не переходити до іншої єпархії чи релігійного ордену без згоди Конгрегації.
Ліквідації папських семінарій сприяв також розпуск папою орденів єзуїтів у 1773 році. У Польщі деякі семінарії перейшли до єпархіальних семінарій (у Бранево), інших релігійних конгрегацій (наприклад, василіан) або місіонерів, але згодом і вони були закриті.